# 骞堡汤王庙
骞堡汤王庙，位于山西省长治市壶关县龙泉镇骞堡村，是一处山西省文物保护单位。
2021年8月4日，骞堡汤王庙公布为第六批山西省文物保护单位，年代为元、清，古建筑类，编号6-171。